# Poecilimon tschorochensis
Poecilimon tschorochensis är en insektsart som beskrevs av Adelung 1907. Poecilimon tschorochensis ingår i släktet Poecilimon och familjen vårtbitare. Inga underarter finns listade i Catalogue of Life.